# 히라미츠 히나타
히라미츠 히나타(일본어: 平光ひなた)는 도에이 애니메이션에서 제작한 애니메이션 힐링굿♡프리큐어에 등장하는 인물이다. 애니메이션 성우는 코노 히요리이다.

## 프로필
| 이름                 | 히라미츠 히나타(平光ひなた) |
| 성별                 | 여자                        |
| 생일                 | 10월 4일                    |
| 나이                 | 13세                        |
| 신분                 | 학생                        |
| 포지션               | 주연                        |
| 변신체               | 큐어 스파클                 |
| 상징색               | 노란색                      |
| 속성                 | 빛                          |
| 등장 프리큐어 시리즈 | 힐링굿♡ 프리큐어            |

## 개요
힐링굿♡ 프리큐어의 등장인물. 파트너는 냐토랑.
빛의 프리큐어 큐어 스파클 (キュアスパークル / Cure Sparkle)로 변신한다.

## 상세
밝고 분위기를 잘 맞추는 활기차고 친근한 중학교 2학년 학생. 아무래도 좋은 것부터 중요한 일까지, 생각한 것을 바로 입으로 말하는 타입이며 잘못을 하면 바로 "미안!"이라고 사과할 수 있는 솔직한 아이.
다만 노도카나 치유에 비해서 공부를 못하는 편이다. 방금 전에 들은 것도 제대로 기억하지 못하고 주위도 산만하다. 게다가 중학교 1학년 때 배운 광합성에 대해서도 잘 모르고 있었다. 약간 덜렁대는 면이 있으며 싸움에도 머리보다 몸이 먼저 나가 무모하게 뛰쳐나가는 성향이 있다.
고양이입 속성이 있으며 아마노가와 키라라처럼 친구들을 이름 대신 별명으로 부른다. 하나데라 노도카는 노도카치, 사와이즈미 치유는 치유치.
꾸미기와 화장을 정말 좋아해서 유행에 푹 빠진다. 집은 애니멀 클리닉과 카페를 하고 있다.
웨이브를 넣은 갈색 양갈래머리가 특징이며 설정에 맞게 세련된 패션을 하고 다닌다.
셋 중 가장 활발한 성격이지만 자신의 단점을 지나치게 의식하는 면이 있어 쉽게 의기소침해지고 의외로 부끄럼이 꽤 많다.

## 큐어 스파클
"융합하는 두 줄기의 빛! 큐어 스파클!"(일본어: 溶け合う二つの光! キュアスパークル!)
기본/테마 색은 노란색이며, 이름의 어원은 광채를 뜻하는 영어단어 스파클(Sparkle)이다.
특징
헤어스타일은 노란색의 짧은 웨이브 트윈테일에 뿔머리가 들어가 있는 모습으로 변하며 눈 색도 갈색에서 초록색으로 완전히 바뀐다. 치마는 둥글둥글한 형태이며 치마 뒤가 뾰족뾰족한 테일코트 형태로 되어 있다. 짧은 흰색 장갑에 허벅지까지 오는 갈색 사이하이삭스에 노란색 구두를 신고 있다.
사용 기술
- 푹신 실드

육구가 그려진 배리어로 적의 공격을 막아내는 프리큐어 공용 기술.
- 빔

힐링 스틱에서 노란색 빔을 발사한다.
- 큐어 스캔

힐링 스틱으로 적을 스캔하는 기술으로 메가뵤겐 내부의 엘리멘트를 탐지할 수 있다.
- 힐링 플래시

힐링 스틱의 육구를 3번 터치하여 빌동하는 필살기. 엘리멘트 차지로 에너지를 모아 번개형태의 노란색 광선을 발사하면 광선이 2개의 손 형태로 변해 메가뵤겐 내부의 엘리맨트를 적출한다.

## 기타
- 성우 코멘트에 따르면 몸짓, 손짓이 많고 표정이 다양하게 바뀌는 캐릭터라고 한다.
- 이 작품에 나오는 주역 중에서 유일하게 손위로 오빠와 언니가 있는 것으로 알려졌다.
- 전작인 프레시 프리큐어!의 야마부키 이노리에 이어서 가족이 동물병원을 운영하는 것으로 설정되어서 노란색 프리큐어 중에서는 11년만에 2번째로 가족이 동물병원과 연관이 있는 캐릭터가 되었다. 다만 이노리는 아버지가 수의사이며 히나타는 그녀의 오빠가 수의사이다. 처음에 노도카가 히나타의 오빠를 아버지라고 착각한 적이 있었다.
- 프리큐어로 변신했을 때의 눈 색이 완전히 바뀐다. 변신 전에는 갈색이지만 변신 후에는 초록색으로 눈 색이 바뀐다.